# Letiště Berlín-Schönefeld
Letiště Berlín-Schönefeld (dříve IATA: SXF, ICAO: EDDB, ETBS) bylo letiště jižně u Berlína, na území obce Schönefeld, těsně na území Braniborska. Od roku 2020 je součástí letiště Berlín-Braniborsko, v němž tvoří terminál 5.

## Historie

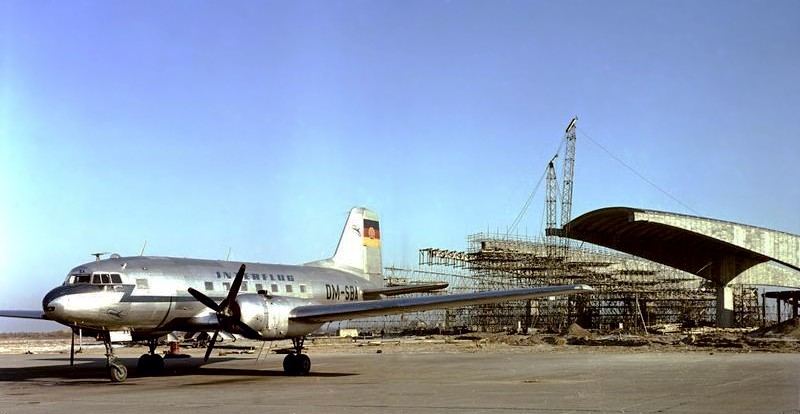
Stavba nového hangáru pro Interflug v roce 1961

Na pozemku dnešního letiště se od roku 1934 nacházela továrna firmy Henschel na stavbu letadel, do konce války se zde vyrobilo okolo 14 000 letadel. Pozemek byl 22. dubna 1945 obsazen Rudou armádou, většina zařízení byla demontována. 
V roce 1946 se sem z menšího letiště Johannisthal přesunulo sovětské letectvo, včetně společnosti Aeroflot. Roku 1947 rozhodlo vojenské vedení o výstavbě civilního letiště. Ustanovením čtyř vítězných mocností po druhé světové válce byl i úplný zákaz provozu německým leteckým dopravcům do Berlína, kam byl přístup omezen na americké, britské, francouzské a sovětské letecké společnosti. Vzhledem k tomu, že letiště Schönefeld bylo umístěno za hranicemi města Berlína, toto omezení neplatilo. Čili letadla východoněmecké společnosti Interflug tak mohla použít letiště Schönefeld, zatímco západoněmecké Lufthanse byl odepřen přístup na letiště Tegel nebo Tempelhof.
Roku 1954 byla civilní část letiště předána správě NDR, většinu času neslo jméno Zentralflughafen Berlin-Schönefeld. V příštích letech bylo letiště vícekrát přebudováno a rozšířeno a stalo se hlavním letištěm celé NDR.
Po sjednocení Německa musela být řešena i otázka budoucího leteckého provozu. Dosavadní letiště nevyhovovala ani svou kapacitou ani svou neobvyklou polohou uvnitř města samotného.
O budoucnosti leteckého provozu města se vedly dlouholeté diskuse již od počátku 90. let 20. století. Vyřešena musela být otázka konkurujících návrhů (různé pozemky v Braniborsku), diskuse pak byla značně prodloužena soudními spory s různými iniciativami odpůrců letiště. Dne 16. března 2006 bylo s konečnou platností rozhodnuto, že rozšíření letiště se smí uskutečnit, zároveň bylo rozhodnuto o různých omezení (noční lety apod.). Po rozšíření se letiště jmenuje Berlín-Braniborsko a má kapacitu 27 milionů cestujících s možností dalšího rozšíření až na 50 milionů. První letadlo na nové ranveji přistálo 4. listopadu 2020.
Kvůli nízké poptávce vinou pandemie covidu-19 byl v únoru 2021 terminál 5 dočasně uzavřen, a to minimálně na dobu jednoho roku.

## Provoz
Na rozdíl od dalších letišť v Berlíně a okolí, která se nacházela v západních sektorech města a podléhala tedy čtyřmocenskému statusu, mělo letiště v Schönefeldu svou polohou velkou výhodu: nevztahovaly se něj dohody o sektorech města, podle kterých do Berlína směly létat pouze společnosti čtyř velmocí. Letiště bylo nejen domovským letištěm východoněmecké Interflug, ale bylo nalétáváno velkým počtem leteckých společností jiných států.
Většina spojení z letiště sice sloužila dopravě východního Německa, v 70. a 80. letech zprostředkovávalo letiště i značnou část přepravy cestujících mezi Západním Berlínem a Tureckem.
Po znovusjednocení Německa (a v důsledku vytížení až přetížení západoberlínských letišť) převzalo letiště i značnou část provozu, uskutečňovaného dříve ze západoberlínských letišť.
Význam letiště pak spočíval hlavně ve zprostředkování prázdninových letů (většina společností nemá žádný liniový provoz). Schönefeld byl nejrychleji rostoucím letištěm v Německu: z 1,7 milionu cestujících roku 2003 vzrostl jejich počet na 5 milionů 2005, k roku 2006 se očekávalo, že jejich počet přesáhne hranici 6 milionů.
Na letišti se každé 2 roky koná mezinárodní letecká výstava ILA. Lufthansa zde provozuje své tréninkové centrum. Napojení na městskou dopravu je obstaráváno autobusy: jedna linka pendluje k blízké stanici příměstské železnice S-Bahn (jen několik minut), stanice metra je vzdálena pouhé 4 kilometry.

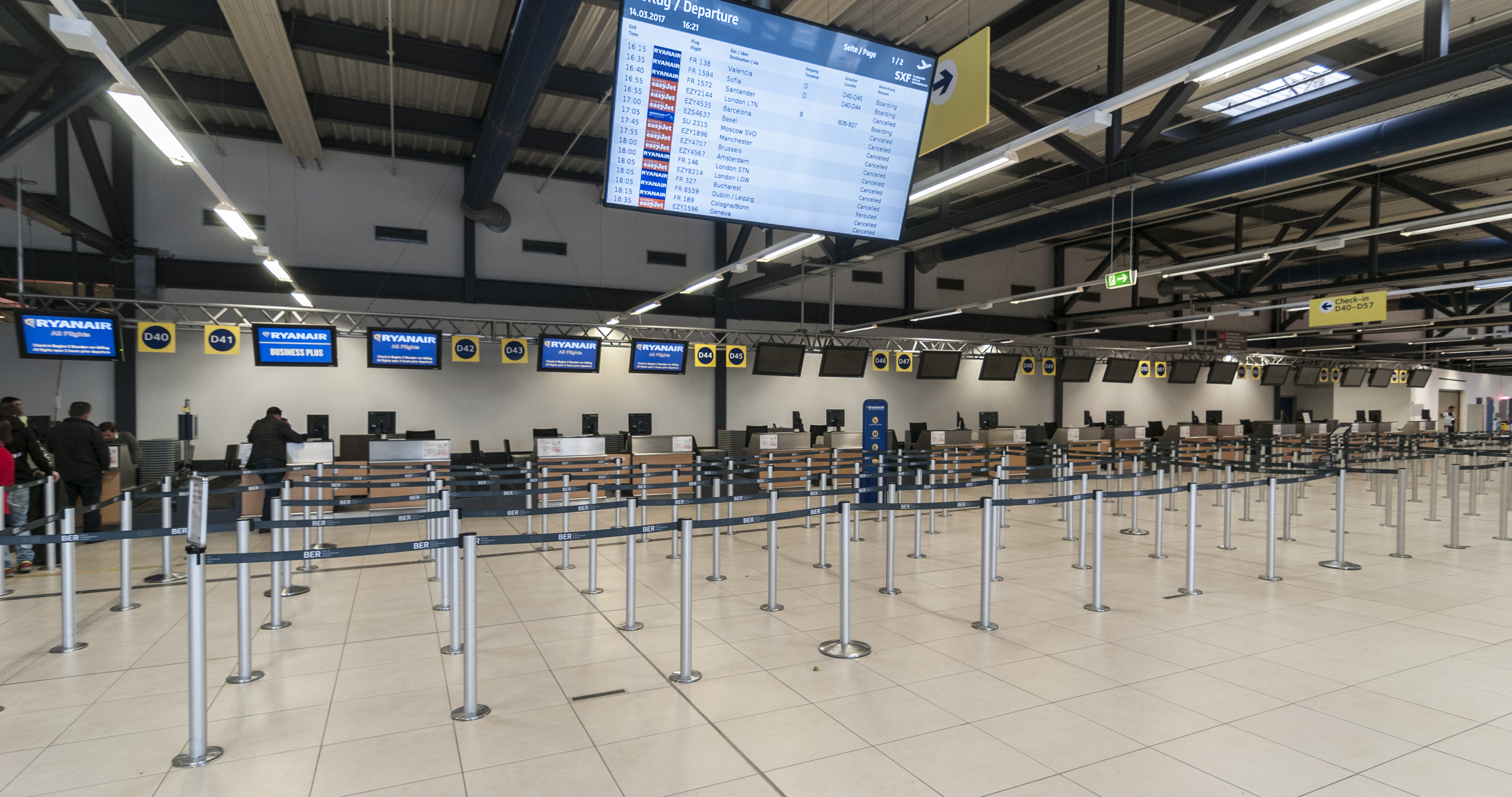
Terminal D check-in
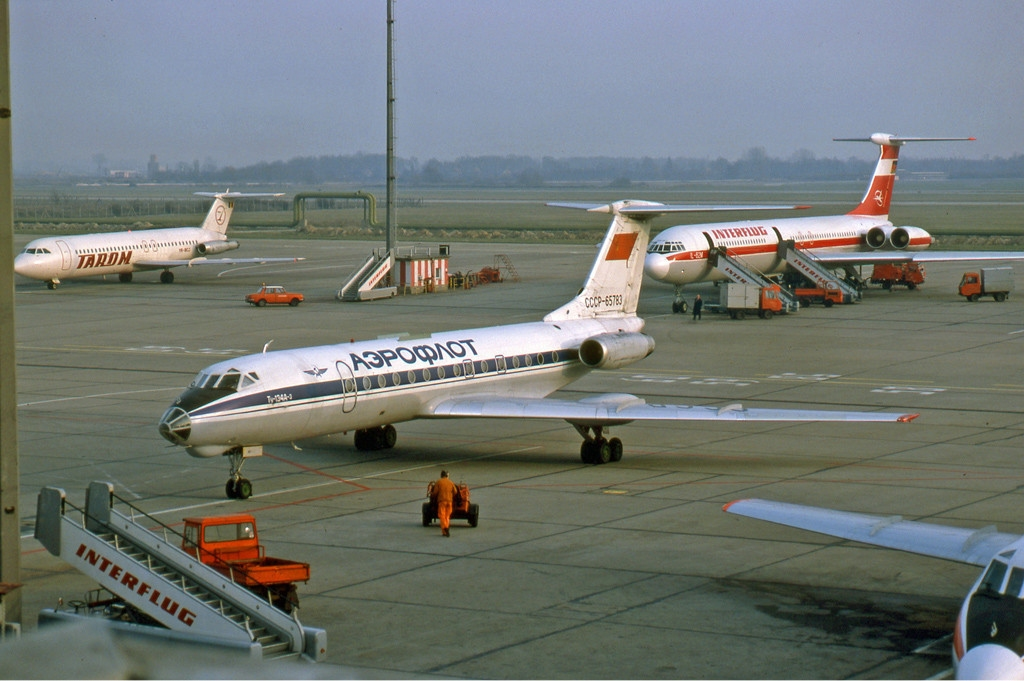
Letadla společností východního bloku TAROM, Aeroflot a Interflug v roce 1990
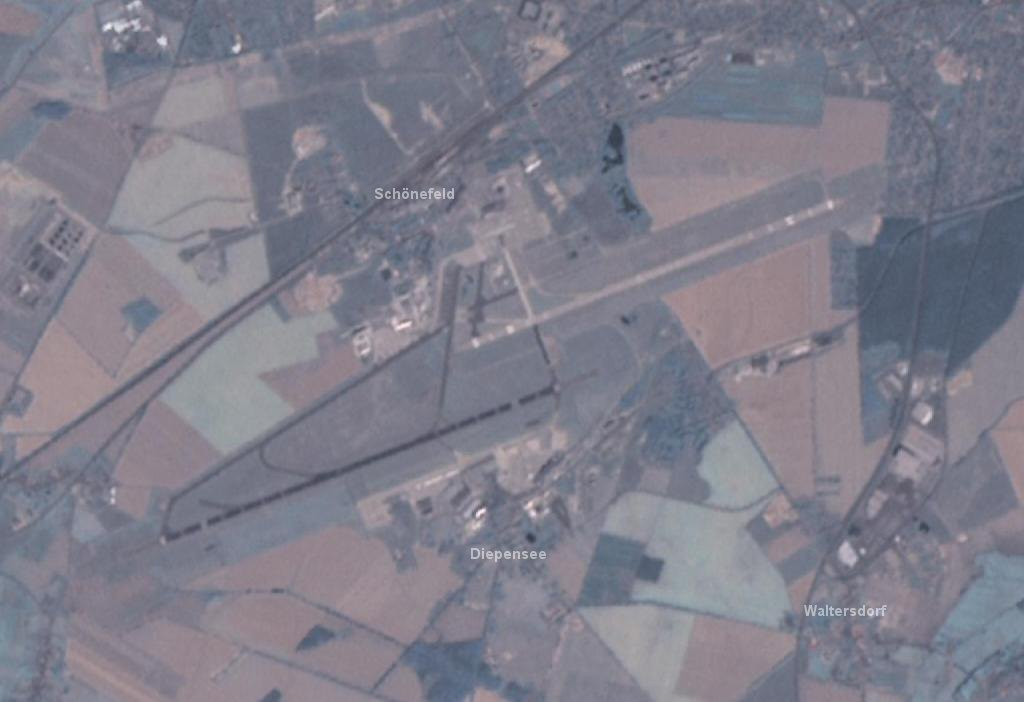
Snímek Landsat/NASA
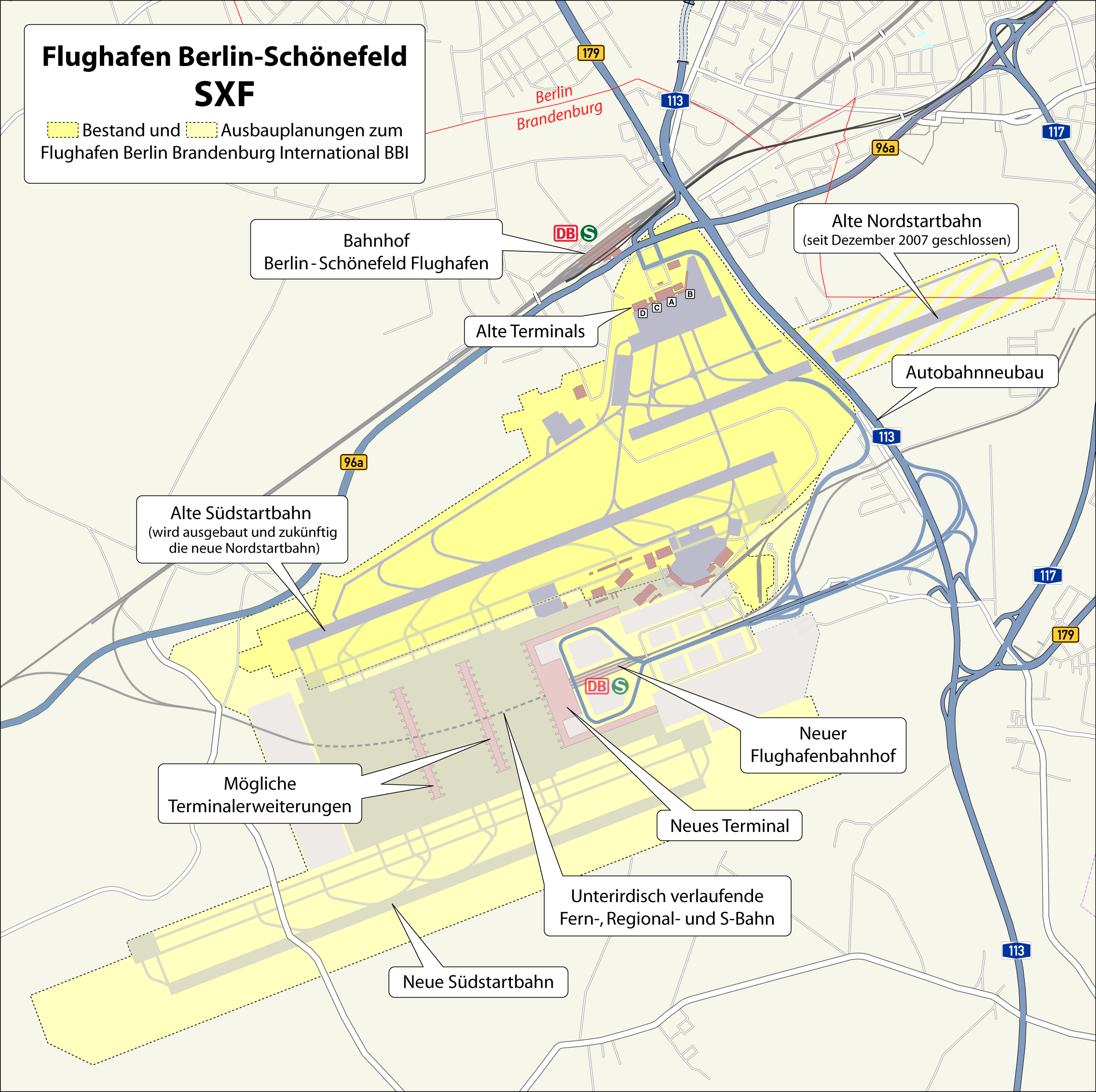
Plán letiště